# Balcha eximia
Balcha eximia är en stekelart som först beskrevs av Masi 1927.  Balcha eximia ingår i släktet Balcha och familjen hoppglanssteklar. Inga underarter finns listade.